# Abū ‘Abd Allāh Muḥammad az-Zaġall (Muhammad XII)
El sultán Abū ‘Abd Allāh Muḥammad az-Zaġall (en árabe: أبو عبد الله محمد الزغل‎) de Granada, llamado por los castellanos El Zagal (valiente), fue emir de Granada de 1485 a 1486 con el nombre de Mohammad XII (tradicionalmente, aunque quizá de forma errónea, llamado Mohammad XIII).

## Biografía
Hermano del rey Muley Hacén, cuando su sobrino Boabdil quitó el trono a su padre en 1482, Muḥammad az-Zaġall combatió junto a su hermano en la guerra civil granadina y heredó de este el trono en 1485. Así, se convirtió en el penúltimo rey de la dinastía nazarí de Granada, aprovechando que casi simultáneamente Boabdil resultó cautivo de los Reyes Católicos durante una incursión de este en Lucena, localidad de la actual provincia de Córdoba. Muḥammad az-Zaġall es generalmente considerado como el mejor estratega de las tres personas que se disputaban el trono nazarí.[cita requerida]
Siguiendo el principio de "divide y vencerás",[cita requerida] los Reyes Católicos liberaron al poco tiempo a Boabdil, tras exigirle un fuerte rescate y juramento de vasallaje. De esta forma lograban que se recrudeciera la guerra intestina en el Reino de Granada, lo que propició la caída de Baza a manos castellanas. Alcanza un acuerdo con su sobrino Boabdil por el que este quedaba al mando de la ciudad de la Alhambra mientras que él era reconocido señor de las otras principales ciudades del reino nazarí: Málaga, Almería y Guadix. Tras la caída de Málaga, ocurrida en agosto de 1487 tras un duro sitio de las fuerzas castellanas, Muḥammad az-Zaġall se declaró vasallo de los Reyes Católicos dos años más tarde, entregándoles además las ciudades de Almería y Guadix. 
En 1491 se exilió en África, donde fue encarcelado por el rey de Fez, amigo de Boabdil, quien ordenó que lo cegasen. Así, se dice que Muḥammad az-Zaġall terminó sus días mendigando por callejas de Fez, pidiendo limosna a cambio de cantar romances de su querida y añorada Granada.[cita requerida] Quizá murió en el noroeste de Argelia, en Tlemcen, en 1494.
| Predecesor: Abu l-Hasan Ali (Muley Hacén) | Emir de Granada 1485 - 1486 | Sucesor: Mohammad XII |

## En la TV
- Requiem por Granada

- Datos: Q1377360